# Я создан для тебя
«Я создан для тебя» (нем. Ich bin dein Mensch, англ. I'm Your Man) — романтическая комедия от режиссера Марии Шрадер c Марен Эггерт и Дэном Стивенсом в главных ролях, поставленная по мотивам рассказа Эммы Браславски, отмеченного в 2020 году премией Deutscher Science Fiction Preis-2020 в номинации «Лучшая повесть/рассказ». Фильм-обладатель Серебряного медведя Берлинского кинофестиваля. 
Премьера картины состоялась на 71-м Берлинском кинофестивале. В российском прокате с 5 августа 2021 года.

## Сюжет
Альма работает научным сотрудником в Пергамском музее в Берлине. Для того чтобы получить финансирование на исследования, она соглашается принять участие в необычном эксперименте. В течение трех недель Альме предстоит жить в компании робота-гуманоида, который, благодаря искусственному интеллекту, должен стать для нее идеальным партнером.

## В ролях
| Актёр                 | Роль                |
| --------------------- | ------------------- |
| Марен Эггерт          | Альма               |
| Дэн Стивенс           | Том                 |
| Сандра Хюллер         | сотрудница компании |
| Ганс Лёв              | Джулиан             |
| Вольфганг Хюбш        | Отец Фелсер         |
| Анника Мейер          | Кора                |
| Фалилу Сек            | Дин Роджер          |
| Юрген Таррах          | Доктор Стьюбер      |
| Генриетта Рихтер-Роль | Стеффи              |

## Маркетинг
Первый оригинальный фрагмент фильма был опубликован на YouTube аккаунтом Берлинского кинофестиваля 25 февраля 2021 года. Трейлер фильма на русском языке появился в сети 6 июля.

## Релиз
11 февраля 2021 года Берлинский кинофестиваль объявил, что мировая премьера картины состоится в марте 2021 года в рамках фестиваля. В российский прокат фильм вышел 5 августа 2021 года.